# الرعاية الصحية في ماليزيا

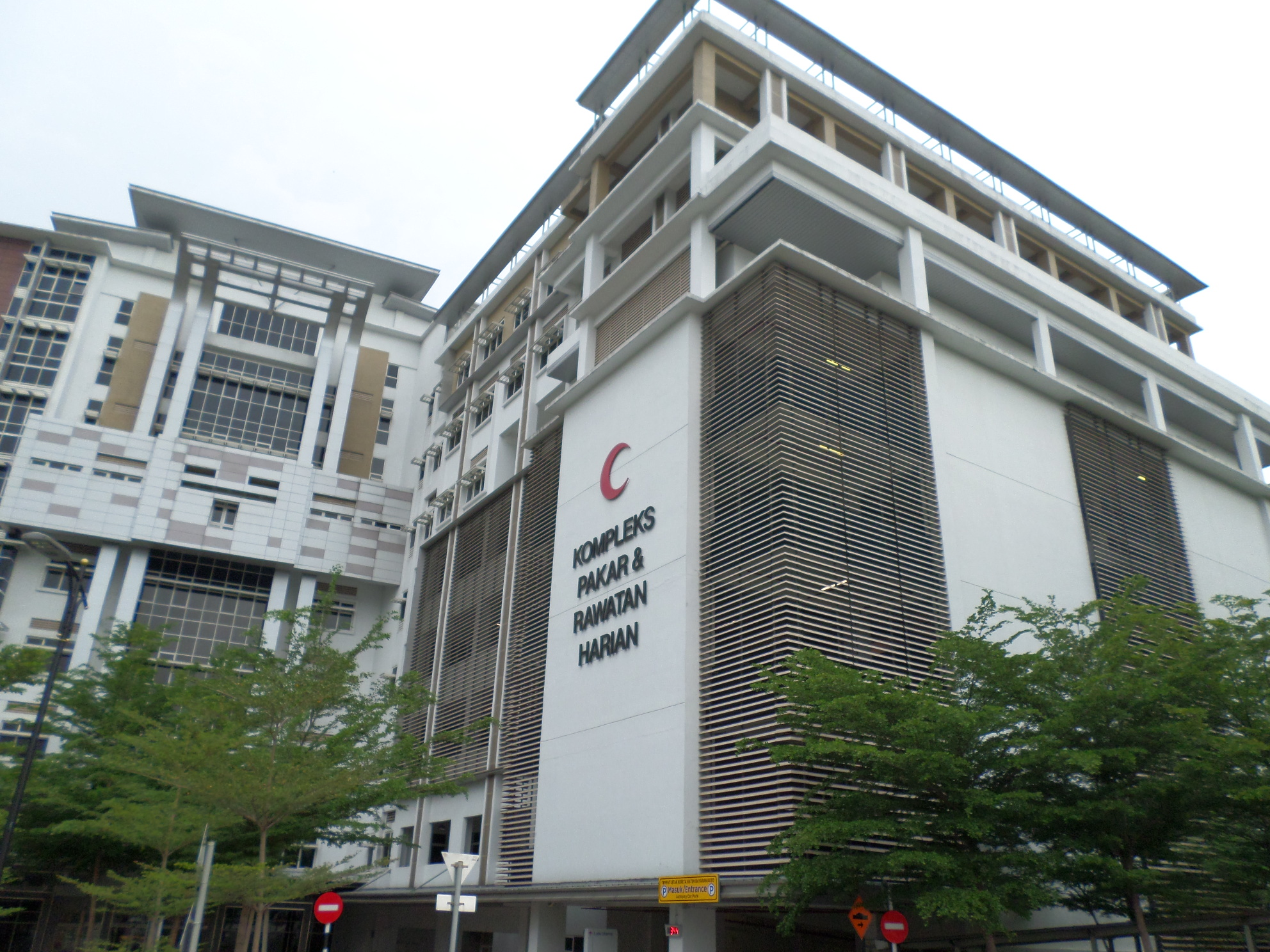
مستشفى كوالالمبور

تخضع الرعاية الصحية في ماليزيا بشكلٍ أساسي لوزارة الصحة. تتمتع ماليزيا بشكل عام بنظام فعالٍ وواسع النطاق للرعاية الصحية حيث يعمل نظام الرعاية الصحية من مستويين يتكون من نظام رعاية صحية شامل حكومي وآخر خاص. على الرغم من وجود نظام رعاية صحية شامل مجاني إلا أنَّ الخدمات المتخصصة تتطلب الانتظار في طوابير. ومن هنا تلعب الرعاية الصحية الخاصة دوراً رئيسياً في تقديم الخدمات المتخصصة المكملة للرعاية الصحية الشاملة.